# Javier Colina
Javier Colina (Pamplona, 31 de outubro de 1960) é um contrabaixista espanhol de jazz e flamenco, que se destacou especialmente depois das gravações do documentário Calle 54 de Fernando Trueba e do projecto "Lágrimas negras", do mesmo produtor, com Bebo Valdés e Diego "El Cigala".

## Biografía
Nascido em Pamplona em 1960, Javier Colina iniciou-se no contrabaixo de forma autodidata depois de ter estudado piano. Javier Colina também toca com fluidez o acordeão, percussões, guitarra e outros instrumentos de corda sul americanos. Começa a destacar-se na década de 90 como contrabaixista em diferentes projectos do chamado "Jazz flamenco" e como sideman de prestigio. Com o baterista Guillermo McGuill faz parte do trio do do pianista Chano Domínguez, com o qual participa em numerosos festivais jazz e aparece no documentário Calle 54 de Fernando Trueba.
Desde então, Colina desenvolve a sua actividade ininterruptamente, trabalhando com importantes figuras do jazz (George Cables, Hank Jones, Barry Harris, John Hicks, Loui Bellson, Gary Bartz, Jimmy Owens, Frank Lacy, Idris Muhammad, George Benson, Dizzy Gillespie, Houston Person, Tete Montoliu, Marc Miralta ou Perico Sambeat), do flamenco (Tomatito, Joaquín Cortés, Diego "El Cigala", Ketama, Radio Tarifa, "El Bola", Carmen Linares, Dieguito ou Enrique Morente), da música pop (Miguel Bosé, Juan Perro, Martirio), Sílvia Pérez Cruz e com outras figuras como Toumani Diabaté, a Fort Apache Band do trompetista e percussionista nova-iorquino Jerry González, Javier Paxariño, Carlos Núñez, Pancho Amat ou Compay Segundo.
Depois de colaborar com Juan Perro no tour "Flamenca" e na gravação do disco "Raíces al viento", Colina participa, junto com o pianista Bebo Valdés e com Diego "El Cigala" no projecto "Lágrimas negras", produzido por Fernando Trueba, com o qual actuou durante uma semana no clube nova-iorquino Village Vanguard. Estas actuações foram gravadas e publicadas posteriormente.
Em 2007 lança o seu primeiro (e até ao momento único) disco como líder, com uma formação de septeto, sob o título "Si te contara", com Javier Colina (b), Pancho Amat (três cubano), Perico Sambeat (s), Emilito del Monte (timb.), Joaquín Oliveros (fl), Julito Padrón (tp), Gilberto Noriega “Totó” (perc.), Dayron Ortega (g), William Borrego (voc), Juan Cortés “Duquende” (voc), Santiago Auserón (voc), Osdalgia (voc.), Arístides Soto “Tata Güines” (perc.), José Luis Quintana “Changuito” (timb.)
Em 2011 e com Sílvia Pérez Cruz publica "En la imaginación" com boleros cubanos. Também em 2011 aparece no documentário "Jazz en España" da produtora "14 pies" para a cadeia de televisão Canal de História.

## Estilo
Javier Colina é uma referência do contrabaixo en Espanha e em toda a Europa. Tendo herdado o dinamismo expressivo de Bill Evans, Javier Colina é um músico de grande versatilidade, expressando-se com desenvoltura em idiomas diferentes como o jazz, a música latina, o pop e, sobretudo, o flamenco, estilo em que Colina foi pioneiro no uso do contrabaixo em que, junto com Carles Benavent, é hoje considerado um dos expoentes máximos.

## Discografia

### A solo
- Javier Colina — "Si te contara" (1997)

### Com outros artistas
- Vuelo Flamenco, Agustín Carbonell
- Lágrimas Negras, Bebo Valdés e Diego El Cigala
- A irmandade das estrelas, Carlos Núñez
- Canciones Populares Antiguas, Carmen Linares
- Hecho a Mano, Chano Domínguez
- Imán, Chano Domínguez
- Yo Vengo Aqui, Compay Segundo
- Cousas de Meigas, Cómplices
- Perihelión, Javier Paxariño
- Introducing Jeff Jerolamon, Jeff Jerolamon
- 10 de Paco, Jorge Pardo
- Boleros, José del Cura
- Raices Al Viento, Juan Perro
- Alevosía, Luis Eduardo Aute
- Rapindey, Marcelino Guerra
- Mucho Corazon, Martirio
- Flor de Piel, Martirio
- Once Maneras de Ponerse Un Sombrero, Miguel Bosé
- Temporal, Radio Tarifa
- En la imaginación, Sílvia Pérez Cruz
- Songhai 2, Songhai
- Paseo de los Castanos, Tomatito
- Djelika, Toumani Diabaté
- Serrat eres único, V.A.
- Calle 54, V.A.